# Görögország az 1980. évi nyári olimpiai játékokon
Görögország a szovjetunióbeli Moszkvában megrendezett 1980. évi nyári olimpiai játékok egyik részt vevő nemzete volt. Az országot az olimpián 8 sportágban 41 sportoló képviselte, akik összesen 3 érmet szereztek.

## Érmesek
| Érem  | Versenyző                                                              | Sportág    | Versenyszám        |
| ----- | ---------------------------------------------------------------------- | ---------- | ------------------ |
| Arany | Sztéliosz Mijákisz                                                     | Birkózás   | Kötöttfogás, 62 kg |
| Bronz | Jeórjiosz Hadziioanídisz                                               | Birkózás   | Szabadfogás, 62 kg |
| Bronz | Anasztásziosz Bundúrisz Anasztásziosz Gavrílisz Arisztídisz Rapanákisz | Vitorlázás | Soling             |

## Atlétika
Férfi
| Versenyző                | Versenyszám     | Előfutam | Előfutam | Előfutam | Negyeddöntő | Negyeddöntő | Negyeddöntő | Elődöntő | Elődöntő | Elődöntő | Döntő     | Döntő    |
| Versenyző                | Versenyszám     | Idő      | Hely.    | Össz.    | Idő         | Hely.       | Össz.       | Idő      | Hely.    | Össz.    | Idő       | Helyezés |
| ------------------------ | --------------- | -------- | -------- | -------- | ----------- | ----------- | ----------- | -------- | -------- | -------- | --------- | -------- |
| Lámbrosz Kefálasz        | 100 m           | 10,70    | 2.       | 36.      | 10,62       | 8.          | 29.         | kiesett  | kiesett  | kiesett  | kiesett   | kiesett  |
| Nikólaosz Angelópulosz   | 200 m           | 21,98    | 4.       | 37.      | kiesett     | kiesett     | kiesett     | kiesett  | kiesett  | kiesett  | kiesett   | kiesett  |
| Mihaíl Kúszisz           | Maraton         |          |          |          |             |             |             |          |          |          | 2:18:02   | 20.      |
| Arisztídisz Karajeórgosz | 20 km gyaloglás |          |          |          |             |             |             |          |          |          | 1:36:53,4 | 15.      |
| Hrísztosz Karajeórgosz   | 50 km gyaloglás |          |          |          |             |             |             |          |          |          | 4:24:36   | 12.      |

| Versenyző             | Versenyszám | Selejtező  | Selejtező | Döntő    | Döntő    |
| Versenyző             | Versenyszám | Eredmény   | Helyezés  | Eredmény | Helyezés |
| --------------------- | ----------- | ---------- | --------- | -------- | -------- |
| Dimítriosz Delifótisz | Távolugrás  | 774 763 cm | 16.       | kiesett  | kiesett  |

Női
| Versenyző        | Versenyszám   | Selejtező             | Selejtező             | Döntő    | Döntő    |
| Versenyző        | Versenyszám   | Eredmény              | Helyezés              | Eredmény | Helyezés |
| ---------------- | ------------- | --------------------- | --------------------- | -------- | -------- |
| Marúla Lámbru    | Távolugrás    | 637 cm                | 15.                   | kiesett  | kiesett  |
| Szofía Szakoráfa | Gerelyhajítás | érvényes dobás nélkül | érvényes dobás nélkül | kiesett  | kiesett  |

## Birkózás
Kötöttfogású
| Versenyző            | Versenyszám | 1. forduló                        | 2. forduló                         | 3. forduló                                               | 4. forduló                    | 5. forduló        | Döntő                                                                                        | Helyezés    |
| Versenyző            | Versenyszám | Ellenfél Eredmény                 | Ellenfél Eredmény                  | Ellenfél Eredmény                                        | Ellenfél Eredmény             | Ellenfél Eredmény | Ellenfél Eredmény                                                                            | Helyezés    |
| -------------------- | ----------- | --------------------------------- | ---------------------------------- | -------------------------------------------------------- | ----------------------------- | ----------------- | -------------------------------------------------------------------------------------------- | ----------- |
| Harálambosz Holídisz | 52 kg       | Mladen Mladenov (BUL) · kétvállas | Vahtang Blagidze (URS) · kétvállas | kiesett                                                  | kiesett                       |                   | kiesett                                                                                      | helyezetlen |
| Sztéliosz Mijákisz   | 62 kg       | Kazimierz Lipień (POL) · 4–2      | Ghulam Sanay (AFG) · kizárták      | Lars Malmkvist (SWE) · kizárták a 4. fordulóban erőnyerő | Borisz Kramarenko (URS) · 6–3 |                   | Hozott eredmény · Borisz Kramarenko (URS) · 6–3 · 1. mérkőzés · Tóth István (HUN) · kizárták |             |
| Jeórjiosz Pozídisz   | 90 kg       | Frank Andersson (SWE) · 13–16     | Thomas Horschel (GDR) · kétvállas  | Növényi Norbert (HUN) · kétvállas                        | kiesett                       | kiesett           | kiesett                                                                                      | 8.          |
| Jeórjiosz Pikilídisz | 100 kg      | Oldřich Dvořák (TCH) · kizárták   | Roman Bierła (POL) · kizárták      | Refik Memišević (YUG) · kizárták                         | kiesett                       |                   | kiesett                                                                                      | 5.          |

Szabadfogású
| Versenyző                | Versenyszám | 1. forduló                | 2. forduló                          | 3. forduló                    | 4. forduló                 | 5. forduló        | Döntő                                                                                        | Helyezés |
| Versenyző                | Versenyszám | Ellenfél Eredmény         | Ellenfél Eredmény                   | Ellenfél Eredmény             | Ellenfél Eredmény          | Ellenfél Eredmény | Ellenfél Eredmény                                                                            | Helyezés |
| ------------------------ | ----------- | ------------------------- | ----------------------------------- | ----------------------------- | -------------------------- | ----------------- | -------------------------------------------------------------------------------------------- | -------- |
| Jeórjiosz Hadziioanídisz | 62 kg       | Brian Aspen (GBR) · 17–10 | Victor Kede Manga (CMR) · kétvállas | Phí Hữu Tình (VIE) · kizárták | Raúl Cascaret (CUB) · 5–18 | erőnyerő          | 1. mérkőzés · Magomedgaszan Abusev (URS) · 3–14 · 2. mérkőzés · Miho Dukov (BUL) · kétvállas |          |

## Evezés
Férfi
| Versenyző                                | Versenyszám              | Előfutam | Előfutam | Vigaszág | Vigaszág | Elődöntő | Elődöntő | Döntő   | Döntő   | Döntő   | Helyezés    |
| Versenyző                                | Versenyszám              | Idő      | Hely.    | Idő      | Hely.    | Idő      | Hely.    | Típus   | Idő     | Hely.   | Helyezés    |
| ---------------------------------------- | ------------------------ | -------- | -------- | -------- | -------- | -------- | -------- | ------- | ------- | ------- | ----------- |
| Konsztandínosz Kondomanólisz             | Egypárevezős             | 7:55,61  | 2.       | erőnyerő | erőnyerő | 7:23,15  | 4.       | B       | 7:20,29 | 2.      | 8.          |
| Nikólaosz Joanídisz Jeórjiosz Kurkúmbasz | Kormányos nélküli kettes | 7:58,37  | 5.       | 7:24,93  | 5.       | kiesett  | kiesett  | kiesett | kiesett | kiesett | helyezetlen |

## Sportlövészet
Nyílt
| Versenyző                     | Versenyszám       | Pont | Helyezés |
| ----------------------------- | ----------------- | ---- | -------- |
| Athanásziosz Papajeorjíu      | Sportpuska, fekvő | 591  | 32.      |
| Rodólfosz Jeórjiosz Alexákosz | Skeet             | 194  | 11.      |
| Pétrosz Papász                | Skeet             | 184  | 37.      |

## Súlyemelés
| Versenyző                | Versenyszám | Szakítás | Szakítás | Lökés    | Lökés    | Összesen | Helyezés |
| Versenyző                | Versenyszám | Eredmény | Helyezés | Eredmény | Helyezés | Összesen | Helyezés |
| ------------------------ | ----------- | -------- | -------- | -------- | -------- | -------- | -------- |
| Joánisz Kacandónisz      | 52 kg       | 95,0     | 9.       | 112,5    | 12.      | 207,5    | 10.      |
| Joánisz Szidiropúlosz    | 56 kg       | 102,5    | 15.      | 140,0    | 8.       | 242,5    | 10.      |
| Pávlosz Leszpurídisz     | 67,5 kg     | 120,0    | 14.      | 150,0    | 15.      | 270,0    | 15.      |
| Níkosz Iliádisz          | 90 kg       | 150,0    | 9.       | 195,0    | 7.       | 345,0    | 8.       |
| Dimítriosz Zarzavacídisz | 110 kg      | 155,0    | 8.       | 192,5    | 7.       | 347,5    | 8.       |

## Úszás
Férfi
| Versenyző             | Versenyszám    | Előfutam | Előfutam | Előfutam | Elődöntő | Elődöntő | Elődöntő | Döntő   | Döntő    |
| Versenyző             | Versenyszám    | Idő      | Hely.    | Össz.    | Idő      | Hely.    | Össz.    | Idő     | Helyezés |
| --------------------- | -------------- | -------- | -------- | -------- | -------- | -------- | -------- | ------- | -------- |
| Evángelosz Koszkinász | 100 m pillangó | 57,84    | 5.       | 22.      | kiesett  | kiesett  | kiesett  | kiesett | kiesett  |
| Evángelosz Koszkinász | 200 m pillangó | 2:06,80  | 5.       | 17.      |          |          |          | kiesett | kiesett  |
| Evángelosz Koszkinász | 400 m vegyes   | 4:39,44  | 4.       | 19.      |          |          |          | kiesett | kiesett  |

Női
| Versenyző   | Versenyszám | Előfutam | Előfutam | Előfutam | Döntő   | Döntő    |
| Versenyző   | Versenyszám | Idő      | Hely.    | Össz.    | Idő     | Helyezés |
| ----------- | ----------- | -------- | -------- | -------- | ------- | -------- |
| Szofía Dára | 200 m gyors | 2:07,56  | 5.       | 17.      | kiesett | kiesett  |
| Szofía Dára | 400 m gyors | 4:20,32  | 5.       | 12.      | kiesett | kiesett  |
| Szofía Dára | 800 m gyors | 9:02,37  | 7.       | 13.      | kiesett | kiesett  |

## Vitorlázás
Nyílt
| Versenyző                                                              | Versenyszám | Futam   | Futam | Futam | Futam | Futam | Futam | Futam | Pontszám | Helyezés |
| Versenyző                                                              | Versenyszám | 1       | 2     | 3     | 4     | 5     | 6     | 7     | Pontszám | Helyezés |
| ---------------------------------------------------------------------- | ----------- | ------- | ----- | ----- | ----- | ----- | ----- | ----- | -------- | -------- |
| Ilíasz Hadzipavlísz                                                    | Finn dingi  | (28,0*) | 22,0  | 15,0  | 18,0  | 0,0   | 16,0  | 18,0  | 89,0     | 10.      |
| Anasztásziosz Bundúrisz Anasztásziosz Gavrílisz Arisztídisz Rapanákisz | Soling      | (15,0)  | 5,7   | 0,0   | 11,7  | 0,0   | 8,0   | 5,7   | 31,1     |          |

* - kizárták

## Vízilabda
| Görög férfi vízilabdacsapat-játékoskeret                                                                                               | Görög férfi vízilabdacsapat-játékoskeret                                                               |
| --- | --- |
| - Joánisz Vószosz - Thomász Karalógosz - Szotíriosz Sztathákisz - Szpírosz Kaprálosz - Kiriákosz Janópulosz - Arisztídisz Kefalojánisz | - Joánisz Garífalosz - Andréasz Gúnasz - Andóniosz Arónisz - Márkelosz Szitaréniosz - Joánisz Janúrisz |

### Eredmények
Csoportkör
A csoport
| Csapat             | M | Gy | D | V | G+ | G– | Gk | P |
| ------------------ | - | -- | - | - | -- | -- | -- | - |
| Magyarország (HUN) | 3 | 2  | 1 | 0 | 19 | 14 | +5 | 5 |
| Hollandia (NED)    | 3 | 2  | 0 | 1 | 16 | 15 | +1 | 4 |
| Románia (ROU)      | 3 | 1  | 1 | 1 | 15 | 15 | 0  | 3 |
| Görögország (GRE)  | 3 | 0  | 0 | 3 | 16 | 22 | –6 | 0 |

| 1980. július 20. 16:00 | Görögország (GRE)    | 7–8 | Hollandia (NED) |  |
| 1980. július 20. 16:00 | (1–1, 3–1, 2–2, 1–4) |     |                 |  |
| 1980. július 20. 16:00 |                      |     |                 |  |

| 1980. július 21. 16:00 | Görögország (GRE)    | 4–6 | Románia (ROU) |  |
| 1980. július 21. 16:00 | (1–0, 0–2, 2–3, 1–1) |     |               |  |
| 1980. július 21. 16:00 |                      |     |               |  |

| 1980. július 22. 11:00 | Magyarország (HUN)   | 8–5 | Görögország (GRE) |  |
| 1980. július 22. 11:00 | (1–0, 2–3, 3–0, 2–2) |     |                   |  |
| 1980. július 22. 11:00 |                      |     |                   |  |

A 7–12. helyért
| 1980. július 24. 12:00 | Görögország (GRE)    | 9–5 | Svédország (SWE) |  |
| 1980. július 24. 12:00 | (1–3, 4–0, 3–2, 1–0) |     |                  |  |
| 1980. július 24. 12:00 |                      |     |                  |  |

| 1980. július 25. 12:00 | Görögország (GRE)    | 6–4 | Bulgária (BUL) |  |
| 1980. július 25. 12:00 | (0–1, 2–1, 2–1, 2–1) |     |                |  |
| 1980. július 25. 12:00 |                      |     |                |  |

| 1980. július 26. 12:00 | Görögország (GRE)    | 2–4 | Ausztrália (AUS) |  |
| 1980. július 26. 12:00 | (1–1, 0–1, 1–1, 0–1) |     |                  |  |
| 1980. július 26. 12:00 |                      |     |                  |  |

| 1980. július 28. 12:00 | Görögország (GRE)    | 3–4 | Olaszország (ITA) |  |
| 1980. július 28. 12:00 | (1–1, 0–2, 2–0, 0–1) |     |                   |  |
| 1980. július 28. 12:00 |                      |     |                   |  |

| 1980. július 29. 11:00 | Románia (ROU)        | 11–8 | Görögország (GRE) |  |
| 1980. július 29. 11:00 | (3–2, 3–2, 2–2, 3–2) |      |                   |  |
| 1980. július 29. 11:00 |                      |      |                   |  |

Végeredmény
| Csapat            | M | Gy | D | V | G+ | G– | Gk  | P |
| ----------------- | - | -- | - | - | -- | -- | --- | - |
| Ausztrália (AUS)  | 5 | 4  | 1 | 0 | 30 | 19 | +11 | 9 |
| Olaszország (ITA) | 5 | 4  | 0 | 1 | 26 | 18 | +8  | 8 |
| Románia (ROU)     | 5 | 3  | 1 | 1 | 36 | 26 | +10 | 7 |
| Görögország (GRE) | 5 | 2  | 0 | 3 | 28 | 28 | 0   | 4 |
| Svédország (SWE)  | 5 | 1  | 0 | 4 | 23 | 40 | –17 | 2 |
| Bulgária (BUL)    | 5 | 0  | 0 | 5 | 25 | 37 | –12 | 0 |

| Csapat            | Helyezés |
| ----------------- | -------- |
| Görögország (GRE) | 10.      |